# Marienbad (lokomotiva)
Marienbad byla lokomotiva určená k tahání nákladních vlaků.

## Historie
Výrobu lokomotivy spolu s dalšími pěti stroji zadala železniční společnost Severní státní dráha továrně Maffei z Mnichova. Objednávka se uskutečnila v rámci přípravy zajištění provozu na železniční trati z Prahy do Podmokel. Dodané stroje měly jména podle měst, a sice Vyšehrad, Ústí nad Labem (Aussig), Josefov (Josefstadt), Františkovy Lázně (Franzensbad), Mimoň (Niemes) a Mariánské Lázně. Jméno spolu se svým číslem měla každá z lokomotiv vyraženo na kotli. Stroje byly vhodné na rovinaté tratě, a proto je společnost na svou další trať – z Brna do České Třebové – příliš nenasazovala.
Roku 1862 nechala společnost lokomotivu Marienbad v dílnách v pražských Bubnech rekonstruovat a po dalších deseti letech provozu (1872) ji vyřadila. Stroj tak nikdy nevjel do města, jehož jméno nosil, neboť mariánskolázeňské nádraží bylo otevřeno až roku 1873.